# Сальсомаджоре-Терме
Сальсомаджоре-Терме (итал. Salsomaggiore Terme) — город в Италии, располагается в регионе Эмилия-Романья, подчиняется административному центру Парма.
Население составляет 17 875 человек, плотность населения составляет 221 чел./км². Занимает площадь 81 км². Почтовый индекс — 43039. Телефонный код — 0524.
Покровителем коммуны почитается святой Виталий Миланский. Праздник ежегодно празднуется 28 апреля.